# Stamwortgehalte
Het stamwortgehalte is een aanduiding van het aandeel vaste stoffen in het wort vóór de gisting tot bier. Het is een maat van de dichtheid van de oplossing, en zegt zo iets over hoe zwaar een bier is; men spreekt dan ook over de densiteit van het bier. Het stamwortgehalte dient als basis voor het berekenen van de bieraccijns. 
De meeste vaste deeltjes in het wortmengsel zijn suikers. In de mate dat deze suikers vergist worden tot alcohol, is het stamwortgehalte dus ook een indicatie van het latere alcoholpercentage. Dit gaat echter niet volledig op omdat, afhankelijk van de gist en de omstandigheden (temperatuur, luchtdruk, hoeveelheid reeds gevormde alcohol...), de vergistingsgraad kan variëren.

## Meting
De meting kan gebeuren met verschillende methodes, zoals een hydrometer, een refractometer of een pyknometer.
In het Britse systeem wordt het stamwortgehalte of original gravity (OG) gemeten bij een temperatuur van 20 °C, en is het de verhouding tussen de massa (in gram) en het volume (in liter). Het stamwortgehalte voor een typische pils heeft dan een OG van circa 1048.
In het systeem van de Belgische graden, gemeten bij 17,5 °C, werd het stamwortgehalte uitgedrukt door een getal dat wordt gevormd door de tweede en derde decimaal van de verhouding tussen de massa (in kilogram) en het volume (in liter). Dezelfde pils heeft dan in het Belgische systeem 4,8 graden. Dit systeem werd officieel afgeschaft in 1993. Sommige Belgische bieren, zoals Rochefort, Westvleteren en St. Bernardus, verwijzen in de naamgeving nog naar dit systeem.
Het stamwortgehalte wordt thans in de Europese Unie standaard uitgedrukt in graden Plato, gemeten bij 20 °C. De Plato-schaal is een verbetering van de Balling-schaal, die traditioneel gebruikt wordt in Tsjechië. De schaal is specifiek ontworpen voor de brouwnijverheid en meet de verhouding aan vergistbare suikers in de wortoplossing. Dezelfde pils krijgt in de Plato-schaal 12 graden.

## Accijns
Afhankelijk van het stamwortgehalte worden bieren ingedeeld in de onderstaande categorieën. In Nederland wordt op basis van deze categorieën de accijns geheven.
| Cat. | ° P (België)  | ° P (Nederland) | typering          |
| ---- | ------------- | --------------- | ----------------- |
| S    | 15,5 en hoger | 15 en hoger     | "speciale" bieren |
| I    | 11 – 13,5     | 11 – 15         | o.a. pils         |
| II   | 7 – 9,5       | 7 – 11          |                   |
| III  | 1 – 4         | 1 – 7           | tafelbier         |